# Samuel Gaze
Samuel Gaze (Tokoroa, 12 de dezembro de 1995) é um desportista neozelandês que compete no ciclismo de montanha na disciplina de cross-country; ainda que também disputa corridas em rota.
Ganhou quatro medalhas no Campeonato Mundial de Ciclismo de Montanha entre os anos 2015 e 2023.

## Medalheiro internacional
| Campeonato Mundial | Campeonato Mundial     | Campeonato Mundial | Campeonato Mundial  |
| Ano                | Lugar                  | Medalha            | Competição          |
| ------------------ | ---------------------- | ------------------ | ------------------- |
| 2015               | Vallnord ( Andorra)    | Medalha de prata   | Eliminação          |
| 2022               | Les Gets ( França)     | Medalha de ouro    | Cross-country curto |
| 2023               | Glasgow ( Reino Unido) | Medalha de ouro    | Cross-country curto |
| 2023               | Glasgow ( Reino Unido) | Medalha de prata   | Cross-country       |

## Resultados em Grandes Voltas
| Corrida | Corrida         | 2020 | 2021 | 2022 | 2023 |
| ------- | --------------- | ---- | ---- | ---- | ---- |
|         | Giro d'Italia   | —    | —    | —    | —    |
|         | Tour de France  | —    | —    | —    | —    |
|         | Volta a Espanha | —    | —    | —    | Ab.  |

—: não participa
Ab.: abandono

## Equipas
- Deceuninck-Quick Step (stagiare) (2019)
- Alpecin-Fenix (2020)
- Alpecin-Fenix Development Team (2021)
- Alpecin (2022-)
- Alpecin-Fenix (01/2022-06/2022)
- Alpecin-Deceuninck (07/2022-)